# Сан Марко д'Алунцио
Сан Ма̀рко д'Алу̀нцио (на италиански: San Marco d'Alunzio; на сицилиански: Sammarcu, Самарку) е село и община в Южна Италия, провинция Месина, автономен регион и остров Сицилия. Разположено е на 548 m надморска височина. Населението на общината е 2093 души (към 2010 г.).